# Cedar Walton
Cedar Walton (17. ledna 1934 Dallas, Texas – 19. srpna 2013 Brooklyn, New York) byl americký jazzový klavírista a hudební skladatel. Na klavír jej učila matka, která byla koncertní klavíristkou. Vydal více než tři desítky alb pod svým jménem a podílel se na řadě alb jiných umělců, jako byli Sonny Stitt, Art Blakey, Hank Mobley, John Coltrane, Stanley Turrentine, Milt Jackson nebo Jimmy Heath. Své první album jako leader vydal v roce 1967 a neslo název Cedar!. V roce 2010 získal ocenění NEA Jazz Masters. Zemřel o tři roky později ve svých devětasedmdesáti letech.